# John Wehausen

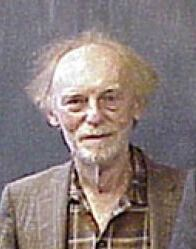
John Wehausen (1999)

John Vrooman Wehausen (* 23. September 1913 in Duluth, Minnesota; † 6. Oktober 2005) war ein US-amerikanischer angewandter Mathematiker, der ein führender Experte in angewandter Hydrodynamik und speziell in Schiffs-Hydrodynamik war. Er war Professor für Ingenieurwissenschaften an der University of California in Berkeley.
Wehausen war der Sohn eines Ingenieurs und wuchs in einem Vorort von Chicago auf. Er studierte an der University of Michigan mit dem Bachelor-Abschluss 1934 und dem Master-Abschluss in Physik 1935. 1938 wurde er dort bei Theophil Henry Hildebrandt promoviert. Ab 1937 war er Instructor an der Brown University, lehrte dann an der Columbia University und der University of Missouri, bevor er im Zweiten Weltkrieg für die US-Navy in Operations Research arbeitete. Während er drei Jahre am David Taylor Model Basin (DTMB) der US Navy als Mathematiker arbeitete, begann er sich unter dem Einfluss von Georg P. Weinblum für Schiffshydrodynamik zu interessieren. 1956 bis 1984 war er Professor in Berkeley, wo er 1958 die Abteilung Schiffbau (Naval Architecture) mit aufbaute.
1984 erhielt er die Davidson Medal der Society of Naval Architects and Marine Engineers, deren Fellow er war. Er war Fellow der National Academy of Engineering und Ehrendoktor in Grenoble.

## Schriften
- mit Edmund V. Laitone: Surface waves, in Siegfried Flügge, Clifford Truesdell: Handbuch der Physik, Band 9, 1960
- The motion of floating bodies, Annual Review of Fluid Mechanics, Band 3, 1971, S. 237–268
- The wave resistance of ships, Advances in Applied Mechanics, Band 13, 1973, S. 93–245